# Еанатум
Еанатум (букв. Той, кого приносять до храму Ану) — правитель (енсі) шумерського міста-держави Лагаш. Його правління припадає на другу половину XXV століття до н. е.

## Правління
Еанатум, тимчасово обраний лугалем, завдав поразки енсі Умми Ушу, повернув район Гуедін і відновив прикордонну стелу Месаліма. В результаті жителі Умми й наступник Уша Енакалле присягнули ніколи не вторгатись до Лагаші та сплачувати данину на користь храмів богів Нінгірсу і Нанше. Ту перемогу було увічнено на так званій «Стелі шулік».
Згодом Еанатум підкорив майже весь Шумер. Його написи кажуть про захоплення таких міст, як Ур, Урук, Уру-аз, Мішеме, Аруа та, ймовірно, Ларса.
Деякі написи Еанатума згадують ще одну велику війну, що відбулась, імовірно, наприкінці його правління. Він розбив Зузу, лугаля Акшака та його васала, правителя Кіша. Можливо, військо Еанатума доходило навіть до Марі.
Еанатум продовжив будівельну діяльність свого діда Ур-Нанше, звівши міські стіни, канали, басейни, храми, а також господарські споруди при храмах. Особливу увагу написи Еанатума приділяють будівництву каналу, присвяченого богу Нінгірсу.
Оскільки титул лугаля Лагаша Еанатум міг носити лише тимчасово, він оголосив себе лугалем Кіша. Незважаючи на перемоги й ще один гучний титул - «підкорювач усіх країн, володар Гірсу», Еанатум, імовірно, мав нещасливий кінець, оскільки його спадкоємцем став не один з його синів, а брат Енаннатум I. Це вказує на те, що енсі загинув у бою, що стало катастрофою для Лагаша, від якої країна вже не змогла цілковито оговтатись.